# 海登·穆林斯
海登·穆林斯（1979年3月27日—）是一名英格蘭職業足球員，擔任防守中場或右後衛。

## 球會生涯

### 水晶宮
穆林斯出身水晶宮青訓系統，在1996年8月加入水晶宮青年軍。1998年7月，年僅19歲的他獲派在一隊上陣，參加欧洲足联国际托托杯對土耳其的萨姆松。他首次聯賽上場是在8月對博尔顿，以3-3戰平。一週後他在對伯明翰的比賽打進首個職業進球，但球隊仍以3-1落敗。穆林斯很快確立自己在一隊的位置，在1998/99球季聯賽上場40次，並獲選為球會年度最佳球員。穆林斯感激特里·维纳布尔斯的指導，說：「我在他身上獲益良多，在訓練場上花了不少時間培育我們，教導我們不少關於隊形和陣形的知識，在這方面講解得十分詳細。他十分友善，讓我感到舒服，從來沒有催迫我。」
在1999/2000球季，水晶宮陷入財困問題，意味著無法在轉會市場上買人，只能依賴青訓出身的球員如穆林斯和克林顿·莫里森以及老將如安迪·林尼安等人，球會最終保級成功，而穆林斯在該賽季聯賽共上場45次。2000/01球季，穆林斯在聯賽上場41次，而球會在聯賽盃打進半決賽，但在聯賽卻僅僅保級成功。2000年10月，主教練阿兰·史密斯認為穆林斯態度惡劣而把他掛牌出售，但兩個月後與教練關係好轉，撤回掛牌並簽下四年新約。
2002/03年球季，穆林斯獲教練特雷弗·弗朗西斯委任為隊長，並在聯賽上場43次，而球會在聯賽盃打進四分之一决赛，在足總盃第四輪重賽作客利物浦以2-0爆冷取勝。他亦當選為該球季球會年度最佳球員。
2003年1月，伯明翰報價£600,000，欲收購穆林斯，但球會認為報價「可笑」而拒絕。在5月，合約餘下一年的他拒絕了球會的新合約，他的經理人說：「眾所周知，穆林斯認為留在水晶宮將無法充分發揮他的才華，如果球會想在財政上有些收益，他們要在本夏季賣掉他。」同年10月，穆林斯外借至西漢姆聯。他在效力水晶宮期間，各項賽事出場超過250次及打進20球。

### 西汉姆联
2003年10月22日穆連斯先以借用身份轉投韋斯咸以趕及出戰諾定咸森林，其後才落實正式加盟，轉會費初步為£600,000，如韋斯咸升班英超，則加至£800,000，他是西汉姆联新教練帕德鲁首筆交易。首賽季他代表球隊在各項賽事上場34次，並打入升級附加賽決賽，但被他的前球會水晶宮以1-0擊敗。翌季他他代表球隊在各項賽事上場44次，同樣打入升級附加賽決賽，並以1-0擊敗普雷斯顿晉級英超。
2005/06球季，穆連斯在聯賽上場了35次，而西汉姆联意料之外地以第9名完成聯賽並打進足總盃決賽，但在點球大戰以3-1不敵利物浦，但穆連斯與利物浦的路易斯·加西亚因為之前聯賽被罰紅牌而缺席足總盃決賽，上訴失敗。
2006/07球季，西汉姆联簽下同樣是防守中場的哈维尔·马斯切拉诺。經過一輪板凳日子後，他重回正選陣容，並在2006年10月對布莱克本流浪者攻入致勝一球，以2-1取勝，終結球隊近8場聯賽2和6負的劣勢。該賽季他在聯賽上場30次，球隊以第15名完成聯賽。

### 朴茨茅斯
2009年1月26日穆連斯轉投另一支英超球會樸茨茅夫，簽約三年半。樸茨茅夫晉級足總盃決賽，穆連斯正選上陣擔任不熟悉的左閘位置，以0-1不敵車路士屈居亞軍，而樸茨茅夫更降班至英冠，穆連斯繼續留隊。在2010年9月28日，他打進在朴茨茅斯的首顆進球，以3-1擊敗布里斯托尔城；於球季末獲選為球會年度最佳球員。
2012年3月15日於樸茨茅夫再度進行財務監管後，穆連斯被借用到另一支英冠球會雷丁直到球季結束，以減輕球會的薪酬支出，期間共上場7次並獲得下賽季參加英超資格，但同一時間母會卻降至英甲。

### 伯明翰
2012年7月12日，英冠伯明翰從樸茨茅夫免費簽入穆連斯，合約為期兩年。在2012年8月聯賽盃對巴尼特的賽事中，首次代表球隊上場，之後再在賽季首場聯賽比賽對查尔顿上場。9月15日對诺丁汉森林的比賽中，打進在伯明翰的首顆進球，以2-2戰平。

### 諾士郡
2014年1月31日，穆林斯被外借至英甲球會諾士郡至季末，在接著對普雷斯顿賽事首次出場，以2-0落敗。

## 國家隊生涯
穆連斯曾為英格蘭U21上陣3場，分別在1999年3月對波蘭、4月對匈牙利和6月對保加利亞。

## 榮譽
樸茨茅夫
- 英格蘭足總盃亞軍：2010年

## 外部連結
- 足球数据库：海登·穆林斯的球员统计数据